# Megamphopus insignis
Megamphopus insignis är en kräftdjursart som beskrevs av Charles Chilton 1925. Megamphopus insignis ingår i släktet Megamphopus och familjen Isaeidae. Inga underarter finns listade i Catalogue of Life.